# Přemysl Krbec
Přemysl Krbec, né le 28 janvier 1940 à Litovel et mort le 31 août 2021, est un gymnaste artistique tchécoslovaque.

## Carrière
Přemysl Krbec est médaillé d'or au saut de cheval et médaillé de bronze par équipes aux Championnats du monde de gymnastique artistique 1962 à Prague. Il est également médaillé d'or au saut de cheval aux Championnats d'Europe de gymnastique artistique masculine 1963 à Belgrade.
Il dispute les Jeux olympiques d'été de 1964 à Tokyo, terminant sixième du concours par équipes.